# ريفرديل (مسلسل)
ريفرديل (بالإنجليزية: Riverdale) هو مسلسل درامي أمريكي يعرض على شبكة ذا سي دبليو التلفزيونية. عُرض المسلسل لأول مرة في 8 يوليو 2017. قصة المسلسل مبنية عن شخصيات القصص المصورة الأمريكية التي أنتجتها شركتي آرتشي كوميكس وتلفزيون وارنر بروس.
عرضت الحلقة الأولى في 26 يناير عام 2017 ولاقت تقييمات إيجابية. وفي يناير من عام 2018، جددت شبكة ذا سي دبليو المسلسل لموسم رابع يتكون من 22 حلقة.
عرضت الحلقة الأولى من الموسم الرابع بتاريخ 5 أوكتوبر عام 2017. في يناير عام 2021 جددت الشبكة المسلسل لموسم خامس.

## الممثلين
- كيه جيه أبا بدور آرتشي أندروز: طالب في ثانوية ريفرديل ولاعب كرة قدم، له شغف في الموسيقى. يعد آرتشي الصديق المفضل لكل من جاغهيد وبيتي.
- ليلي راينهارت بدور إليزابيث «بيتي» كوبر: فتاة ذكية ومثقفة، وهي معجبة من فترة طويلة بصديقها آرتشي. تصبح بيتي صديقة لفيرونيكا لتحاول تخطي حياتها المثالية.
- كاميلا منديس بدور فيرونيكا لودج: فتاة غنية سابقة تنتقل للعيش في ريفرديل من مدينة نيويورك. تصبح فيرونيكا صديقة كل من آرتشي وبيتي وجاغهيد.
- كول سبراوس بدور فورسيث «جاغهيد» جونز الثالث: صديق آرتشي المفضل الذي يتميز بحبه للكتابة والإنعزالية.
- ماريسول نيكولز بدور هيرمايني لودج (غوميز سابقاً):(season 1-4) والدة فيرونيكا التي عادت معها من مدينة نيويورك بعد محاكمة زوجها هيرام لودج.
- مادلين بيتش بدور شيريل بلوسوم: فتاة غنية ذات شخصية قوية وقادرة على التلاعب بالناس، وهي زميلة آرتشي وأصدقائه في المدرسة. تقع شيريل في حب توني في الموسم الثاني.
- أشلي موراي بدور جوزفين «جوزي» مكوي:(season 1-4) المغنية الرئيسية في فرقة (josie and the Pussycats) وزميلة آرتشي وأصدقائه في المدرسة.
- ميدشن أميك بدور أليس كوبر (سميث سابقاً): والدة بيتي وبولي التي تعمل محررة في الجريدة المحلية.
- لوك بيري بدور فريد أندروز: (season 1-3)والد أرتشي الذي يملك شركة للبناء والإصلاحات.
- مارك كونسولوس بدور هيرام لودج:(جايمي لونا) (season 2-present) والد فيرونيكا الذي حوكم مؤخراً بسبب نشاطه الغير قانوني.
- كاسي كوت بدور كيفين كيلر: (season 2- present;recurring season 1) طالب مثلي في ثانوية ريفرديل، صديق آرتشي وبيتي وفيرونيكا. وهو ابن مأمور البلدة.
- سكيت أولريك بدور إف بي جونز:(season 2-4;recurring season 1) والد جاغهيد وقائد عصابة (the Southside Serpents)، وهي عصابة من المجرمين التي تعيش على أطراف بلدة ريفرديل.
- تشارلز ميلتون بدور ريجي مانتل:(season 3-present;recurring season 2)صديق آرتشي المقرب ولاعب كرة قدم، مشهور بخدعه ومقالبه. ريجي كان في الأصل من تمثيل روس باتلر الذي ترك المسلسل في الموسم الأول نتيجة تضاربات حصلت في برنامج المسلسل ومسلسل 13 reasons why.
- فانيسا مورغان بدور أنطوانيت «توني» توباز: (recurring season 2 ؛season 3-present)عضوة مزدوجة الميول الجنسية في عصابة (the Southside Serpents) التي تصبح صديقة جاغهيد في الموسم الثاني. ترتبط توني بشيريل.

## القصة
يدور المسلسل حول حياة آرشي أندروز في بلدة ريفرديل الصغيرة وإستكشاف الظلام المخفي خلف صورته التي تبدو مثالية.

## وصلات خارجية
- الموقع الرسمي
- ريفرديل على موقع IMDb (الإنجليزية)
- ريفرديل على موقع ميتاكريتيك (الإنجليزية)
- ريفرديل على موقع روتن توميتوز (الإنجليزية)
- ريفرديل على موقع نتفليكس (الإنجليزية)
- ريفرديل على موقع أول موفي (الإنجليزية)
- ريفرديل على موقع فيلمافينيتي (الإسبانية)
- ريفرديل على موقع كينوبويسك (الروسية)
- ريفرديل على موقع ألو سيني (الفرنسية)
- ريفرديل على موقع قاعدة بيانات الفيلم (الإنجليزية)